# Пушкін на березі моря
«Пушкін на березі моря» — картина Івана Айвазовського, написана 1887 року. Зберігається у Миколаївському художньому музеї імені В. В. Верещагіна.

## Історія створення

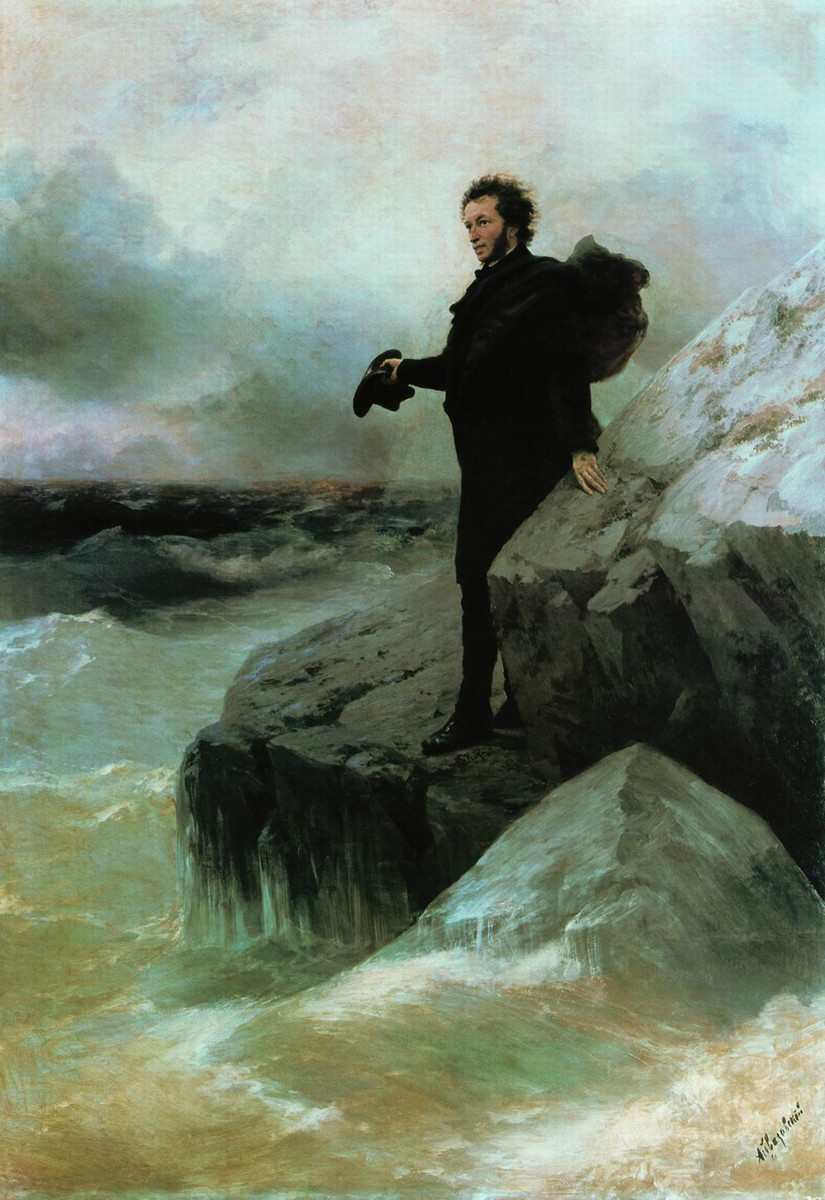
Прощання Пушкіна з морем

1836 року на одній з виставок у Санкт-Петербурзі юний художник Айвазовський познайомився з поетом Олександром Сергійовичем Пушкіним. Айвазовський завжди шанував творчість поета та навіть захоплювався його талантом, а після особистої зустрічі він став натхненням для художника. 1880 року Айвазовський навіть створив цілий цикл робіт, які він присвятив Пушкіну.
Картину «Пушкін на березі моря» Айвазовський написав у рік п'ятдесятиріччя з дня смерті поета, також, як і іншу, більш відому картину, що зображає поета — "Прощання Пушкіна з морем ", яку Айвазовський писав разом з Рєпіним. (Рєпін працював над фігурою поета, а Айвазовський над пейзажем).
Обидві картини посилаються на вірш Пушкіна «До моря».

## Історія картини після написання
Сам художник подарував картину Музею Академії мистецтв, який, у свою чергу, передав її Миколаївському художньому музею імені В. В. Верещагіна, де вона і розташована нині.
Картина сильно постраждала під час Радянсько-німецької війни, у жахливому стані було знайдено художником П. П. Степаненко і 1946 року відновлено реставратором Невкритим. Остаточно відреставрована було 2003 року Н. Ф. Титовим.